# Paromelix unicolor
Paromelix unicolor är en skalbaggsart som först beskrevs av Max Quedenfeldt 1883.  Paromelix unicolor ingår i släktet Paromelix och familjen långhorningar.
Artens utbredningsområde är:
- Benin.
- Gabon.

Inga underarter finns listade i Catalogue of Life.